# Schafskirche

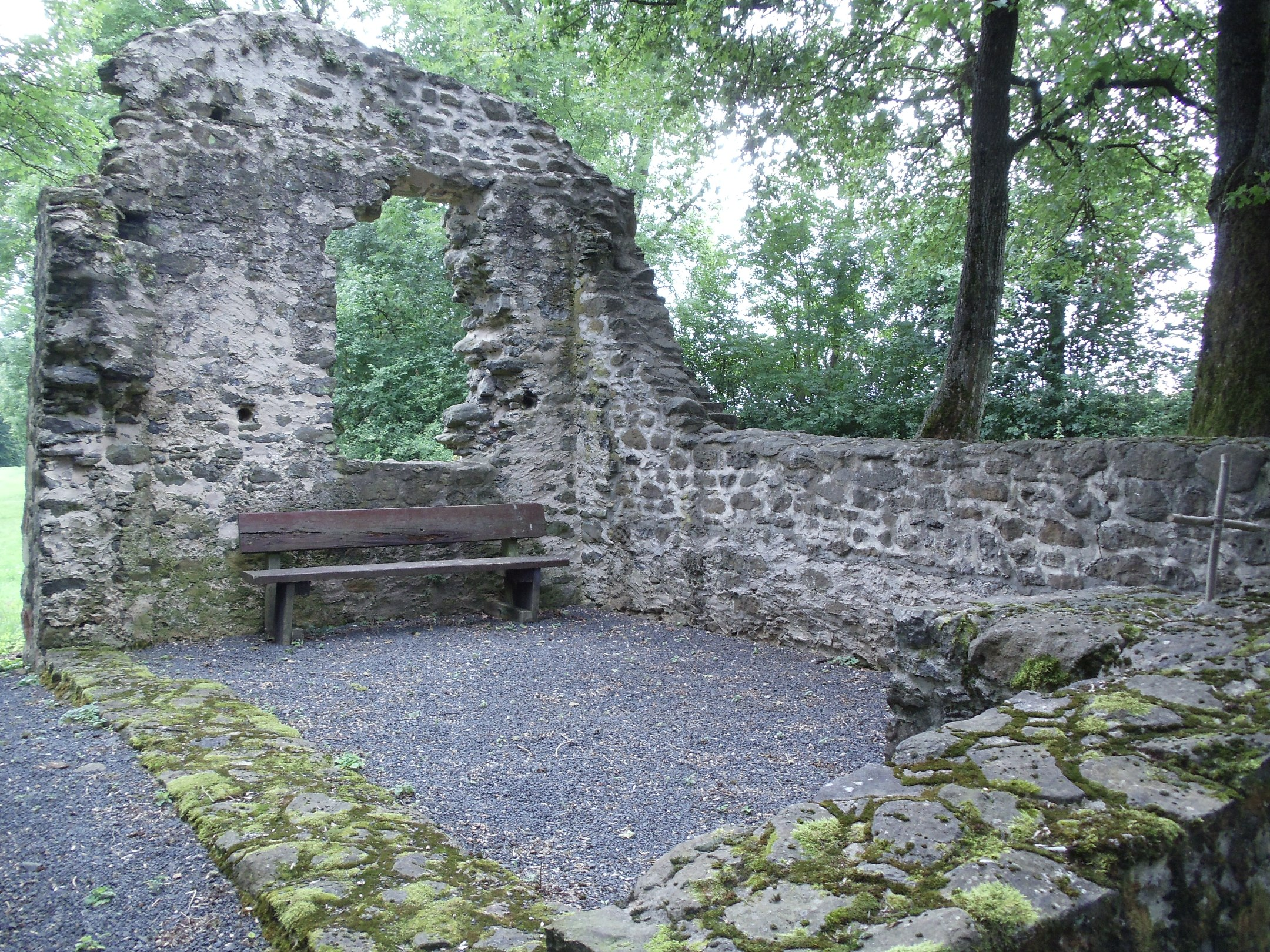
Schafskirche, Innenansicht

Die Schafskirche ist die Ruine einer Kapelle oberhalb von Lißberg in der nördlichen Wetterau im Wetteraukreis, zu Füßen des Vogelsbergs in Hessen.

## Geschichte
Die Kirche wurde auf einem Rastplatz des Leichenzuges des Bonifatius von Mainz zu seiner Wunschruhestätte Fulda errichtet. Es scheint unwahrscheinlich, dass sie vor dem 16. Jahrhundert gebaut wurde. Sie bestand als Kirchenbau wohl nur kurze Zeit. Im 19. Jahrhundert war die Ruine stark von Bäumen und Sträuchern überwuchert. In den Jahren 2002 bis 2003 ergaben Ausgrabungen im Rahmen des Projektes Bonifatius-Route keine weiteren Erkenntnisse. Im Jahr 2004 wurde die Ruine restauriert. Der Bau war 7,10 × 4,20 Meter groß und besaß keine Apsis. Zuerst wurde die Schafskirche im Jahr 1578 erwähnt, als sie längst eine Ruine war.
Die Schafskirche befindet sich direkt an der Bonifatius-Route und an der Via Antiqua oder Rechten Nidderstraße.

## Literatur

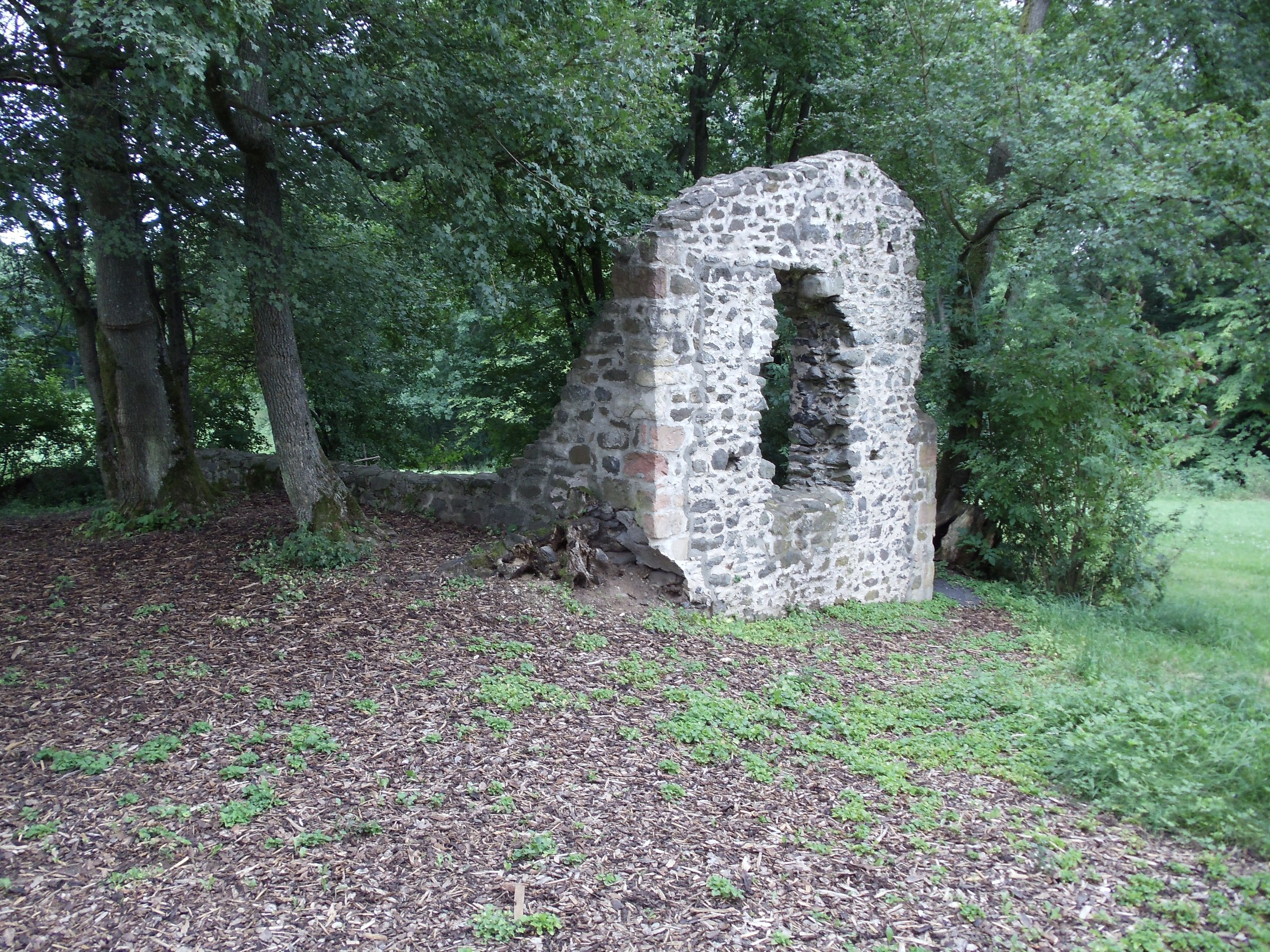
Schafskirche, Außenansicht
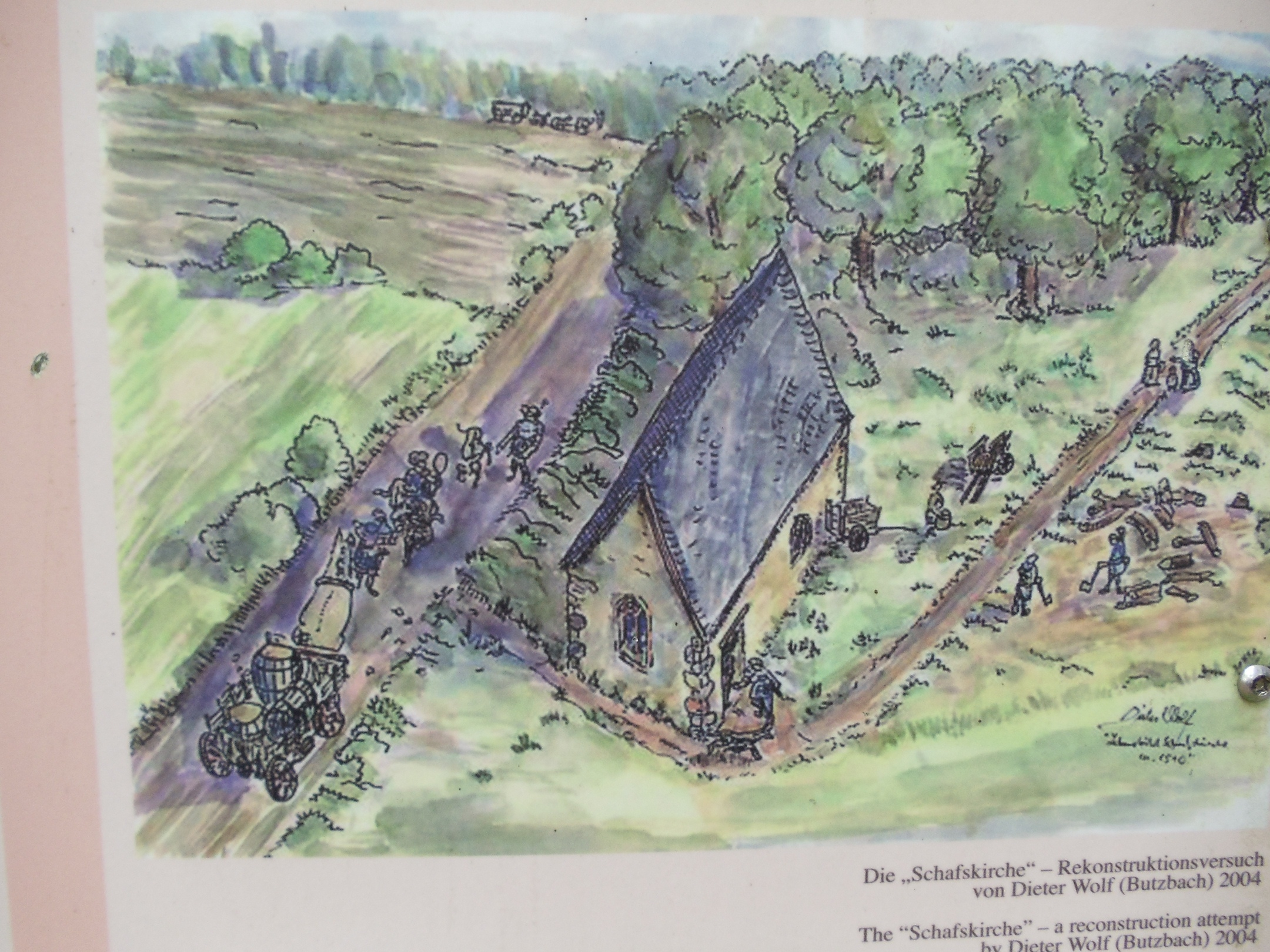
Rekonstruktion der Schafskirche oberhalb Lißbergs auf der Informationstafel der Bonifatius-Route von Dieter Wolf im Jahr 2004